# Valerie a týden divů
Valerie a týden divů (bra: Valerie e a Semana das Maravilhas) é um filme de terror fantástico surrealista tchecoslovaco de 1970 dirigido por Jaromil Jireš, baseado no romance homônimo de Vítězslav Nezval.

## Sinopse
Valerie é uma menina órfã de 13 anos que mora com sua avó em uma pequena cidade da Transilvânia. Uma noite, enquanto dorme, tem seus brincos mágicos roubados, a primeira de uma série de aventuras que a menina viverá ao longo dos próximos dias. O filme, considerado parte da Nova Onda Tcheca, consiste em uma narrativa onírica em que a protagonista, Valerie, se vê atormentada por vampiros, clérigos, e diversos outros inimigos, e mistura elementos do gênero terror e dos contos de fada tchecos, ou Pohádka.. Valerie e sua Semana de Divertimentos também pode ser considerado um coming of age, por tratar de temas como o amadurecimento e a iniciação sexual da protagonista.

## Enredo
Após roubar os brincos de Valerie, o ladrão, um rapaz chamado Orlík, eventualmente devolve-os para a menina, se tornando próximo dela. Ele conta que realizou o furto a mando de Constable, um vampiro que precisa de elementos mágicos para manter sua juventude e que é, segundo a avó de Valerie, o antigo dono dos brincos.
Uma caravana de artistas chega à cidade simultaneamente com um grupo de religiosos, e acontece um casamento da jovem vizinha de Valerie, Hedvika. 
Valerie descobre que sua avó está disposta a traí-la, transformando-se em vampira e juntando-se ao Constable para conseguir juventude eterna. Valerie sofre uma tentativa de estupro do padre recém-chegado à cidade, que também guarda segredos com sua família, mas consegue escapar graças a seus brincos mágicos.
Com a ajuda de Orlík, que assume um papel de namorado de Valerie, mas que, segundo as demais personagens, pode ser irmão da menina, a protagonista escapa de uma série de situações opressoras e horripilantes.
Elsa, ao se transformar em vampira, morde Hedvika em sua noite nupcial. Valerie e Hedvika desenvolvem uma relação juntas e a cura de sua mordida após uma noite de carícias e beijos apaixonados. Logo em seguida, o padre incita os cidadãos da cidade a queimar Valerie numa fogueira, por se tratar de uma bruxa que levou-o ao pecado. Valerie novamente escapa com seus brincos mágicos.
Valerie é levada para uma masmorra, onde estão reunidos os vampiros. Ela transforma Constable em uma doninha (um dos apelidos do vampiro) colocando uma pérola do brinco em sua bebida. 
Após eliminar o seu maior algoz, Valerie e Orlík vão para o campo, onde a caravana dos artistas está em festa. Valerie vislumbra sua avó, aqueles que podem ser seus pais, e Orlík, junto com os artistas em procissão em torno da sua cama, que está no meio de um bosque, e finalmente adormece.

## Temas

### Descoberta sexual
Em diversos momentos do filme, vemos margaridas cobertas de sangue. Logo após a primeira aparição desse símbolo, Valerie conta à avó que teve a primeira menstruação. Nesse sentido, as flores representam a inocência infantil, e o sangue que as recobre é representativo do amadurecimento  sexual de Valerie, que durante o filme será constantemente assediada por adultos, mas que também descobre seu próprio desejo em Orlík e, sobretudo, em Hedvika.
O filme também parece se basear na teoria do desenvolvimento sexual infantil de Sigmund Freud, em que o despertar sexual recobre o mundo em volta da criança de uma nova camada, estranha e nova, ao passo que ela começa a identificar novas formas pelas quais ela é atraída por outras pessoas e identificar nos outros interesses que já não parecem tão ingênuos.

### Intrigas familiares
Nunca fica claro durante o filme quem de fato faz parte da família de Valerie. Além de Orlík, frequentemente mencionado como seu irmão, também o vampiro Constable é referido algumas vezes como pai da menina. Sua avó, quando ganha a juventude almejada, passa a ser tratada como sua mãe. Como nenhum estatuto de parentesco fica claro, delineia-se uma narrativa na ordem do subjetivo, ao passo que há indicações de ordem sexual com todos esses personagens, mas, pela possibilidade do incesto, estas são reprimidas, referindo-se de certa maneira a intenções edípicas. 
Além disso, em uma cena, Constable obriga Valerie a espiar sua avó, com o vestido rasgado, suplicando atenção do padre Gracián enquanto se autoflagela a seus pés. Isso, que do ponto de vista de Valerie se engendra como uma atividade sexual, ressoa com as ideias psicoanalíticas de ouvir o sexo parental, uma fantasia que se relaciona com o enigma e a busca pela própria origem.

## Elenco
- Jaroslava Schallerová como Valerie
- Helena Anýzová como Avó/Elsa/Mãe/Ruiva
- Petr Kopriva como Orlík
- Jirí Prýmek como Constable/Richard
- Jan Klusák como Padre Gracián
- Karel Engel como Cocheiro Ondrej
- Alena Stojáková como Hedvika
- Otto Hradecký como Fazendeiro

## Produção
O romance homônimo de Vítězslav Nezval sobre o qual o roteiro foi adaptado foi escrito em 1935, mas publicado somente 10 anos depois; a obra não recebeu grande atenção do público. O autor, que havia participado do movimento Poetista dos anos 20, em 1934 participara da fundação do Grupo Surrealista Tcheco, adentrando portanto uma nova fase da carreira ao escrever o livro. No prefácio, o autor escreveu que o livro era destinado "aos que se fascinam com os segredos de velhos pátios, abóbadas e casas de verão, e àqueles cujo fluxo mental se detém sobre o misterioso".
O roteiro original foi escrito por Ester Krumbachová, que também atuou como diretora de arte do filme, em conjunto com o diretor do longa-metragem. O filme originalmente seria dirigido por Krumbachová em conjunto com seu marido, Jan Němec. No entanto, em agosto de 1968, Němec foi demitido do Filmové studio Barrandov. O roteiro foi aprovado em abril de 1968 e a direção coube a Jaromil Jireš, apesar de seu filme Žert, de 1969, tenha sido banido pelas autoridades comunistas. 
Em conjunto, Krumbachová e Jireš realizaram uma adaptação mais sutil e menos provocativa do romance de Nezval. Jireš apontou posteriormente esse como seu filme favorito, seu único trabalho no campo do surrealismo. 
Jaroslava Schallerová foi selecionada dentre 1500 garotas que fizeram audições para o papel. A cidade tcheca de Slavonice foi escolhida como locação principal, por causa de sua ambiência preservada de cidade renascentista; os cidadãos locais interpretaram figurantes. Algumas cenas foram filmadas no monastério Kostelní Vydří próximo à cidade. Robert Nezval, filho do autor do romance, é creditado no filme como "Garoto com tambor".

## Trilha sonora
A trilha musical do filme, composta por Luboš Fišer, foi lançada pela primeira vez em dezembro de 2006 pela Finders Keepers Records. Disponível tanto em CD quanto em LP, o encarte mostra imagens de arquivo inéditas, designs de pôsteres internacionais, bem como comentários do fundador do selo, Andy Votel, do professor de cinema Peter Hames, e Trish Keenan da banda Broadcast. Uma trilha alternativa foi composta pelo "The Valerie Project" em 2006.

## Lançamento e circulação
O filme foi lançado no dia 16 de Outubro de 1970 na Tchecoslováquia. Foi lançado em vídeo em 1994 na Inglaterra.
Em junho de 2015, o filme foi lançado em DVD e Blu-ray pela Criterion Collection em uma restauração digital em 4K. Os extras dessa edição contemplam três curtas do diretor - Strejda (1959), Stopy (1960) e Sál ztracených kroku (1960) - bem como entrevistas de 2006 com Jaroslava Schallerová e Jan Klusák, e a trilha musical alternativa de folk psicodélico desenvolvida pelo The Valerie Project.

## Recepção crítica
Em 11 Março de 1974, Howard Thompson publicou uma crítica elogiosa no New York Times. O crítico considerou que a estética do filme foi influenciada, de forma ousada, por Bergman, Fellini e Buñuel, com personagens que se alteram entre o mal encarnado e vampiros bizarros e esquisitos.
Em 4 de dezembro de 2003, outro crítico estadunidense, Jonathan Rosenbaum, também elogiosamente, dissecou a personalidade e a descoberta sexual da protagonista no Chicago Reader. 
No website agregador de críticas, Rotten Tomatoes; o filme tem 80% de avaliação positiva da crítica especializada.

## Premiações
Foi indicado na categoria Melhor Filme no Festival Internacional de Chicago em 1971.